# Seitenwagen-Weltmeisterschaft 2015
Die Seitenwagen-Weltmeisterschaft 2015 war eine von der FIM ausgetragene internationale Weltmeisterschaft für Motorradgespanne. Es wurden sieben Rennen mit insgesamt zehn Läufen ausgetragen. Erlaubt waren Gespanne mit einem Hubraum von bis zu 1000 cm³, 600 cm³-Gespanne fuhren in der sogenannten Sidecar F2 World Trophy im Rahmen der Weltmeisterschaft mit.
Bennie Streuer wurde mit seinem Beifahrer Geert Koerts auf einem LCR-Suzuki-Gespann Seitenwagen-Weltmeister.
Die 600er-F2-Wertung gewann Tim Reeves mit Beifahrer Patrick Farrance auf einem DMR-Honda-Gespann.

## Punkteverteilung
Weltmeister wird derjenige Fahrer beziehungsweise der Hersteller, der bis zum Saisonende die meisten Punkte in der Weltmeisterschaft angesammelt hat. Bei der Punkteverteilung werden die Platzierungen im Gesamtergebnis des jeweiligen Rennens berücksichtigt. Die fünfzehn erstplatzierten Fahrer jedes Rennens erhalten Punkte nach folgendem Schema:
| Punkteverteilung | Punkteverteilung | Punkteverteilung | Punkteverteilung | Punkteverteilung | Punkteverteilung | Punkteverteilung | Punkteverteilung | Punkteverteilung | Punkteverteilung | Punkteverteilung | Punkteverteilung | Punkteverteilung | Punkteverteilung | Punkteverteilung | Punkteverteilung |
| ---------------- | ---------------- | ---------------- | ---------------- | ---------------- | ---------------- | ---------------- | ---------------- | ---------------- | ---------------- | ---------------- | ---------------- | ---------------- | ---------------- | ---------------- | ---------------- |
| Platz            | 1                | 2                | 3                | 4                | 5                | 6                | 7                | 8                | 9                | 10               | 11               | 12               | 13               | 14               | 15               |
| Punkte           | 25               | 20               | 16               | 13               | 11               | 10               | 9                | 8                | 7                | 6                | 5                | 4                | 3                | 2                | 1                |

In die Wertung kommen alle erzielten Resultate.

## Rennen
| Nr.  | Datum              | WM-Lauf                | Strecke                       | Streckenlayout | Läufe      |
| ---- | ------------------ | ---------------------- | ----------------------------- | -------------- | ---------- |
| 1    | 12. April          | Vereinigtes Königreich | Donington Park                |                | ein Lauf   |
| 2    | 18. April          | Frankreich             | Circuit Bugatti               |                | ein Lauf   |
| 3–4  | 20. und 21. Juni   | Kroatien               | Automotodrom Grobnik          |                | zwei Läufe |
| 5–6  | 27. und 28. Juni   | Ungarn                 | Pannonia-Ring                 |                | zwei Läufe |
| 7    | 19. Juli           | Vereinigtes Königreich | Brands Hatch                  |                | ein Lauf   |
| 8    | 2. August          | Niederlande            | TT Circuit Assen              |                | ein Lauf   |
| 9–10 | 22. und 23. August | Deutschland            | Motorsport Arena Oschersleben |                | zwei Läufe |

### Rennergebnisse Seitenwagen-WM
|   | Datum      | Strecke          | Pole-Position                  | Lauf | Platz 1                        | Platz 2                              | Platz 3                              | Gesamtführung                        |
| - | ---------- | ---------------- | ------------------------------ | ---- | ------------------------------ | ------------------------------------ | ------------------------------------ | ------------------------------------ |
| 1 | 12.04.     | Donington Park   | Ben Birchall / Thomas Birchall | 1    | Ricky Stevens / Ryan Charlwood | Pekka Päivärinta / Kirsi Kainulainen | Ben Holland / Lee Watson             | Ricky Stevens / Ryan Charlwood       |
| 2 | 18.04.     | Circuit Bugatti  | Tim Reeves / Grégory Cluze     | 1    | Tim Reeves / Grégory Cluze     | Pekka Päivärinta / Kirsi Kainulainen | Bennie Streuer / Geert Koerts        | Pekka Päivärinta / Kirsi Kainulainen |
| 3 | 20.–21.06. | Rijeka           | Tim Reeves / Grégory Cluze     | 1    | Tim Reeves / Grégory Cluze     | Pekka Päivärinta / Kirsi Kainulainen | Bennie Streuer / Geert Koerts        | Pekka Päivärinta / Kirsi Kainulainen |
| 3 | 20.–21.06. | Rijeka           | Tim Reeves / Grégory Cluze     | 2    | Tim Reeves / Grégory Cluze     | Pekka Päivärinta / Kirsi Kainulainen | Bennie Streuer / Geert Koerts        | Pekka Päivärinta / Kirsi Kainulainen |
| 4 | 27.–28.06. | Pannonia-Ring    | Tim Reeves / Grégory Cluze     | 1    | Tim Reeves / Grégory Cluze     | Pekka Päivärinta / Kirsi Kainulainen | Uwe Gürck / Manfred Wechselberger    | Tim Reeves / Grégory Cluze           |
| 4 | 27.–28.06. | Pannonia-Ring    | Tim Reeves / Grégory Cluze     | 2    | Tim Reeves / Grégory Cluze     | Pekka Päivärinta / Kirsi Kainulainen | Bennie Streuer / Geert Koerts        | Tim Reeves / Grégory Cluze           |
| 5 | 19.07.     | Brands Hatch     | Tim Reeves / Grégory Cluze     | 1    | Bennie Streuer / Geert Koerts  | Mike Roscher / Anna Burkard          | Milan Špendal / Freddy Lelubez       | Tim Reeves / Grégory Cluze           |
| 6 | 02.08.     | TT Circuit Assen | Tim Reeves / Grégory Cluze     | 1    | Bennie Streuer / Geert Koerts  | Sébastian Delannoy / Kevin Rousseau  | Pekka Päivärinta / Kirsi Kainulainen | Bennie Streuer / Geert Koerts        |
| 7 | 22.–23.08. | Oschersleben     | Tim Reeves / Grégory Cluze     | 1    | Tim Reeves / Grégory Cluze     | Bennie Streuer / Geert Koerts        | Pekka Päivärinta / Kirsi Kainulainen | Bennie Streuer / Geert Koerts        |
| 7 | 22.–23.08. | Oschersleben     | Tim Reeves / Grégory Cluze     | 2    | Tim Reeves / Grégory Cluze     | Bennie Streuer / Geert Koerts        | Andrew Peach / Charlie Richardson    | Bennie Streuer / Geert Koerts        |

### Rennergebnisse Sidecar F2 World Trophy
|   | Datum  | Strecke      | Pole-Position                 | Lauf | Platz 1                       | Platz 2                                | Platz 3                  | Gesamtführung                 |
| - | ------ | ------------ | ----------------------------- | ---- | ----------------------------- | -------------------------------------- | ------------------------ | ----------------------------- |
| 1 | 21.08. | Oschersleben | Tim Reeves / Patrick Farrance | 1    | Tim Reeves / Patrick Farrance | Michael Grabmüller / Sophia Kirchhofer | Alan Founds / Tom Peters | Tim Reeves / Patrick Farrance |
| 1 | 21.08. | Oschersleben | Tim Reeves / Patrick Farrance | 2    | Tim Reeves / Patrick Farrance | Michael Grabmüller / Sophia Kirchhofer | Alan Founds / Tom Peters | Tim Reeves / Patrick Farrance |

## Gesamtwertung

### Fahrerwertung Seitenwagen-WM
| Pos. | Fahrer             | Beifahrer             | Maschine      | GBR | FRA | CRO | CRO | HUN | HUN | GBR | NED | DEU | DEU | Punkte |
| Pos. | Fahrer             | Beifahrer             | Maschine      |     |     | R1  | R2  | R1  | R2  |     |     | R1  | R2  |        |
| ---- | ------------------ | --------------------- | ------------- | --- | --- | --- | --- | --- | --- | --- | --- | --- | --- | ------ |
| 1    | Bennie Streuer     | Geert Koerts          | LCR-Suzuki    | 4   | 3   | 3   | 3   | 4   | 3   | 1   | 1   | 2   | 2   | 180    |
| 2    | Tim Reeves         | Grégory Cluze         | LCR-Kawasaki  | DSQ | 1   | 1   | 1   | 1   | 1   | DNF | DNF | 1   | 1   | 175    |
| 3    | Pekka Päivärinta   | Kirsi Kainulainen     | LCR-BMW       | 2   | 2   | 2   | 2   | 2   | 2   | DNF | 3   | 3   | 4   | 165    |
| 4    | Uwe Gürck          | Manfred Wechselberger | LCR-BMW       | DNF | 4   | 4   | 4   | 3   | 4   |     |     | 4   | 5   | 92     |
| 5    | Mike Roscher       | Anna Burkard          | LCR-BMW       | 5   | 6   |     |     | 5   | 7   | 2   | 5   | 8   | 7   | 89     |
| 6    | Milan Spendal      | Freddy Lelubez        | LCR-Yamaha    |     | 9   | 7   | 7   | 9   | 5   | 3   | 8   | 9   | 9   | 81     |
| 7    | Jakob Rutz         | Thomas Hofer          | LCR-Yamaha    |     | 7   | 5   | 6   | 7   | 8   | 5   | DNF | 7   | 13  | 70     |
| 8    | Janez Remše        | Stuart Ramsay         | LCR-Yamaha    |     | DNF | 6   | 8   | 8   | 6   | 4   | DNF |     |     | 49     |
| 9    | Philippe Gallerne  | Julien Chesneau       | LCR-Suzuki    |     | 8   | 9   | 10  | 11  | 11  | DNF | 12  | DNF | 12  | 39     |
| 10   | Colin Buckley      | Robbie Shorter        | Kirdle-Suzuki |     |     | 8   | 9   | DNS | 9   |     | DNS |     | 10  | 28     |
| 11   | Andrew Peach       | Charlie Richardson    | LCR-Kawasaki  |     |     |     |     |     |     |     |     | 5   | 3   | 27     |
| 12   | Ricky Stevens      | Ryan Charlwood        | LCR-Kawasaki  | 1   |     |     |     |     |     |     |     |     |     | 25     |
| 13   | John Holden        | Ashley Hawes          | LCR-Suzuki    |     | DSQ | DNF | 5   |     |     | DNF | 4   | DNF | DNS | 24     |
| 14   | Sébastian Delannoy | Kevin Rousseau        | LCR-Suzuki    |     |     |     |     |     |     |     | 2   |     |     | 20     |
| 15   | André Kretzer      | Jens Lehnertz         | LCR-Suzuki    |     |     |     |     |     |     |     |     | 6   | 6   | 20     |
| 16   | Eero Pärm          | Mairon Meius          | LCR-Kawasaki  |     |     |     |     | 6   | DNS |     | 9   |     |     | 17     |
| 17   | Ben Holland        | Lee Watson            | LCR-Kawasaki  | 3   |     |     |     |     |     |     |     |     |     | 16     |
| 18   | Wiggert Kranenburg | Jeroen Schmitz        | LCR-Yamaha    |     |     |     |     |     |     |     | 11  | 11  | 11  | 15     |
| 19   | Christian Ruppert  | Ueli Wäfler           | LCR-Yamaha    |     |     |     |     |     |     |     |     | 10  | 8   | 14     |
| 20   | Tomas Axelsson     | Artis Neilands        | ART-Suzuki    |     |     |     |     | 10  | 10  |     |     |     |     | 12     |
| 21   | Philippe Le Bail   | Sebastien Lavorel     | LCR-Suzuki    |     | 5   |     |     |     |     |     |     |     |     | 11     |
| 22   | John Smits         | Gerard Daalhuizen     | RCN           |     |     |     |     |     |     |     | 6   |     |     | 10     |
| 23   | Kees Kentrop       | Jeffrey Verhagen      | LCR-Yamaha    |     |     |     |     |     |     |     | 7   |     |     | 9      |
| 24   | Hilbert Talens     | Remco Moes            | LCR-Suzuki    |     |     |     |     |     |     |     | 13  | 12  | 14  | 9      |
| 25   | Kees Endeveld      | Jeroen Remmé          | RSR-Yamaha    |     |     |     |     |     |     |     | 10  |     |     | 2      |
| 26   | Michael Ouger      | Flavien Burton        | LCR-Suzuki    |     |     |     |     |     |     |     | 14  |     |     | 2      |
| 27   | Marcel Ritzer      | Jürgen Banda          | LCR-Suzuki    |     |     |     |     |     |     |     | 15  |     |     | 1      |
|      | Ben Birchall       | Thomas Birchall       | LCR           | DNF |     |     |     |     |     |     |     |     |     | 0      |
|      | Manuel Moreau      | Stephane Gadet        | LCR-Suzuki    |     | DNF |     |     |     |     |     |     |     |     | 0      |
|      | Jonathan Huet      | Sebastien Arifon      | LCR-Suzuki    |     | DNF |     |     |     |     |     |     |     |     | 0      |
|      | Colin Nicholsen    | Ilse de Haas          | RCN-Yamaha    |     |     |     |     |     |     |     | DNF |     |     | 0      |
|      | Hugues Bertrand    | Jérôme Beauvois       |               |     |     |     |     |     |     |     | DNF |     |     | 0      |

| Farbe         | Bedeutung                               |
| ------------- | --------------------------------------- |
| Gold          | Sieger                                  |
| Silber        | 2. Platz                                |
| Bronze        | 3. Platz                                |
| Grün          | Platzierung in den Punkten              |
| Blau          | Klassifiziert außerhalb der Punkteränge |
| Violett       | Rennen nicht beendet (DNF)              |
| Violett       | nicht klassifiziert (NC)                |
| Rot           | nicht qualifiziert (DNQ)                |
| Schwarz       | disqualifiziert (DSQ)                   |
| Weiß          | nicht am Start (DNS)                    |
| Weiß          | zurückgezogen (WD)                      |
| Weiß          | Rennen abgesagt (C)                     |
| ohne Farbe    | nicht am Training teilgenommen (DNP)    |
| ohne Farbe    | verletzt oder krank (INJ)               |
| ohne Farbe    | ausgeschlossen (EX)                     |
| ohne Farbe    | nicht erschienen (DNA)                  |
| fett          | Pole-Position                           |
| kursiv        | Schnellste Rennrunde                    |
| unterstrichen | WM-Führung                              |
| hochgestellt  | Platzierung im Sprintrennen             |

### Fahrerwertung Sidecar F2 World Trophy
| Pos. | Fahrer                 | Beifahrer          | Maschine     | Punkte |
| ---- | ---------------------- | ------------------ | ------------ | ------ |
| 1    | Tim Reeves             | Patrick Farrance   | DMR-Honda    | 50     |
| 2    | Michael Grabmüller     | Sophia Kirchhofer  | LCR-Yamaha   | 40     |
| 3    | Alan Founds            | Tom Peters         | LCR-Suzuki   | 32     |
| 4    | Peter Founds           | Steffen Werner     | LCR-Suzuki   | 24     |
| 5    | Vereinigtes Königreich | Ashley Hawes       | LCR-Honda    | 16     |
| 6    | Gordon Shand           | Frank Claeys       | Shand-Honda  | 16     |
| 7    | Eckart Rösinger        | Gert Görlich       | Baker-Suzuki | 16     |
| 8    | Colin Buckley          | Robbie Shorter     | BLR-Suzuki   | 13     |
| 9    | Günther Bachmaier      | Andreas Kolloch    | LCR-Suzuki   | 11     |
| 10   | Albert Baur            | Beat Baur          | LCR-Suzuki   | 11     |
| 11   | Enrico Wirth           | Andreas Klotz      | LCR-Kawasaki | 10     |
| 12   | Dwight Beare           | Shelley Smithies   | LCR-Suzuki   | 10     |
| 13   | Tony Baker             | Fiona Baker-Holden | Baker-Suzuki | 9      |
| 14   | Christian Siegel       | Ewald Siegel       | LCR-Kawasaki | 9      |